# Puchar Karpat kobiet w skokach narciarskich 2017/2018
Puchar Karpat kobiet w skokach narciarskich sezon 2017/2018 (ang. FIS Carpath Cup) – piąta edycja Pucharu Karpat kobiet, przeprowadzona na skoczniach w Słowenii, Polsce i Rumunii. Turniej rozpoczął się dwoma konkursami w słoweńskiej Planicy, rozegranymi 12 i 13 sierpnia 2017, następnie 9 i 10 września zawodniczki rywalizowały w Szczyrku. Zawody zakończył się na skoczni w Râșnovie 20 września. Wszystkie rywalizacje były konkursami indywidualnymi.
Pierwszego dnia turnieju w Planicy na obiekcie HS82 zwyciężyła Polka Kamila Karpiel przed reprezentantką Rumunii Dianą Trâmbițaș oraz reprezentantką gospodyń, Virág Vörös. Mimo że konkurs odbył się w Słowenii, był organizowany przez Węgierski Związek Narciarski. Dzień później na tym samym obiekcie skład podium się nie zmienił z wyjątkiem trzeciego miejsca, które zajęła Kazaszka Walentina Sdierżykowa. Oba konkursy w Szczyrku wygrała Kamila Karpiel, tym samym zapewniając sobie zwycięstwo w klasyfikacji generalnej pucharu. Dwukrotnie na trzecim miejscu stawała Kinga Rajda, w drugich zawodach zajmując ostatni stopień podium wspólnie z Anną Twardosz, która w pierwszym konkursie stanęła na drugim miejscu. W drugim konkursie drugą pozycję na podium wywalczyła Czeszka Štěpánka Ptáčková. 20 września w Râșnovie odbył się finałowy konkurs cyklu. Piąte zwycięstwo z rzędu zdobyła Kamila Karpiel. Na drugim miejscu podium uplasowała się Anna Twardosz, zaś trzecia była Paulina Cieślar. Triumfatorką FIS Carpath Cup z kompletem punktów została Kamila Karpiel, tuż za nią uplasowała się Diana Trâmbițaș, a na najniższym stopniu podium znalazła się Paulina Cieślar.
W cyklu wystartowały łącznie 32 zawodniczki z dziesięciu narodowych reprezentacji.

## Organizacja

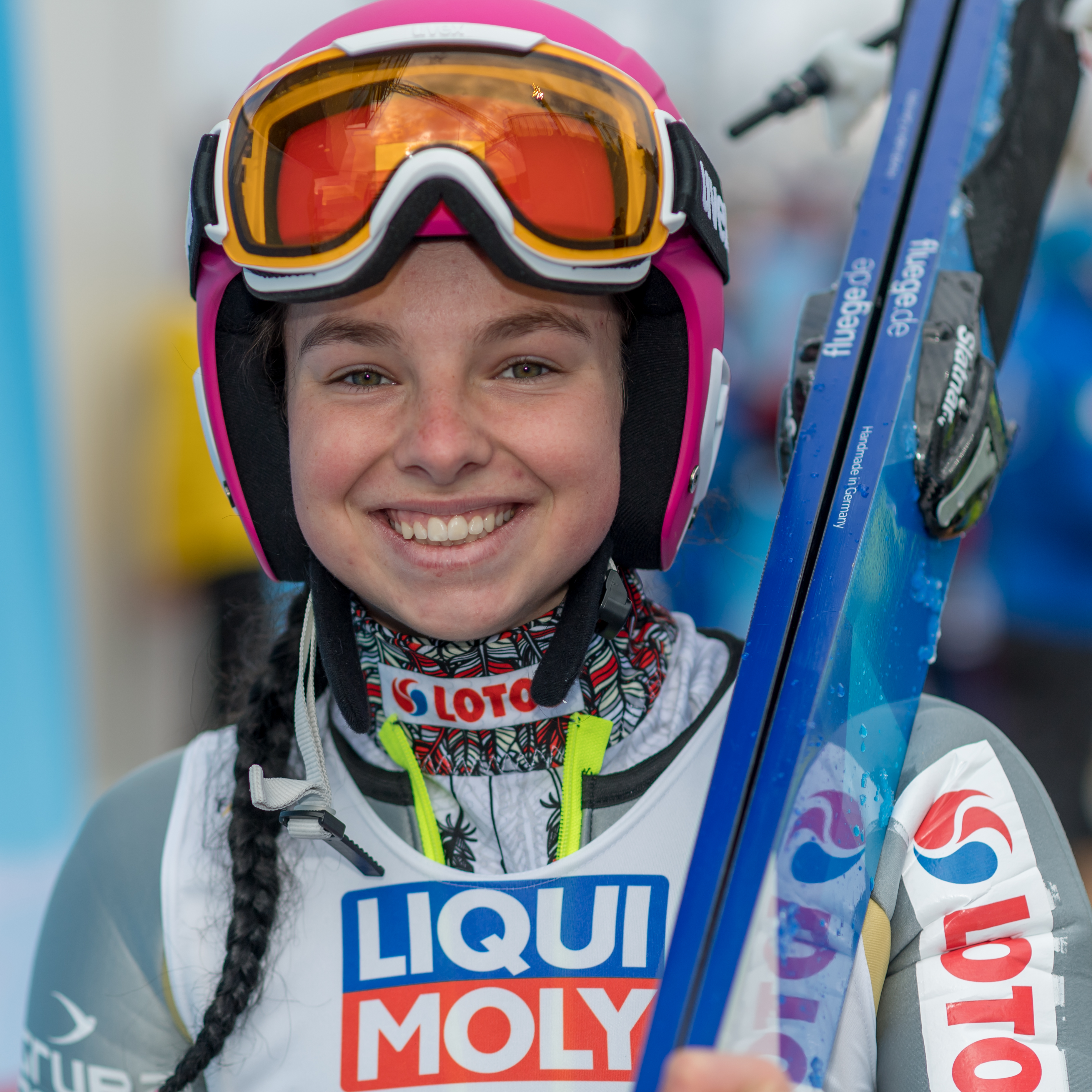
Kamila Karpiel, zwyciężczyni Pucharu Karpat kobiet w skokach narciarskich 2017/2018

Za organizację pierwszych dwóch konkursów, który odbyły się w Planicy, odpowiedzialny był Węgierski Związek Narciarski. Zmagania, które przeprowadzono w Râșnovie, odbyły się dzięki Rumuńskiej Federacji Biathlonu.

## Kalendarz i wyniki
| Lp. | Data             | Miejscowość | Skocznia                    | Punkt K | HS   | Uwagi | 1. miejsce     | 2. miejsce        | 3. miejsce                | Źródło |
| --- | ---------------- | ----------- | --------------------------- | ------- | ---- | ----- | -------------- | ----------------- | ------------------------- | ------ |
| 1.  | 12 sierpnia 2017 | Planica     | Bloudkova velikanka         | K72     | HS82 | –     | Kamila Karpiel | Diana Trâmbițaș   | Virág Vörös               | [ 4 ]  |
| 2.  | 13 sierpnia 2017 | Planica     | Bloudkova velikanka         | K72     | HS82 | –     | Kamila Karpiel | Diana Trâmbițaș   | Walentina Sdierżykowa     | [ 5 ]  |
| 3.  | 9 września 2017  | Szczyrk     | Skalite                     | K70     | HS77 | –     | Kamila Karpiel | Anna Twardosz     | Kinga Rajda               | [ 6 ]  |
| 4.  | 10 września 2017 | Szczyrk     | Skalite                     | K70     | HS77 | –     | Kamila Karpiel | Štěpánka Ptáčková | Kinga Rajda Anna Twardosz | [ 7 ]  |
| 5.  | 20 września 2017 | Râșnov      | Trambulina Valea Cărbunării | K64     | HS71 | –     | Kamila Karpiel | Anna Twardosz     | Paulina Cieślar           | [ 8 ]  |

## Statystyki indywidualne
Zestawienie zostało sporządzone na podstawie źródeł:
| Zawodniczka           | Planica 12.08 | Planica 13.08 | Szczyrk 9.09 | Szczyrk 10.09 | Râșnov 20.09 |
| Czechy                | Czechy        | Czechy        | Czechy       | Czechy        | Czechy       |
| --------------------- | ------------- | ------------- | ------------ | ------------- | ------------ |
| Veronika Jenčová      | –             | –             | 12           | 11            | –            |
| Štěpánka Ptáčková     | –             | –             | 6            | 2             | 7            |
| Klára Ulrichová       | –             | –             | 10           | 8             | –            |
| Gruzja                |               |               |              |               |              |
| Esmeralda Gobozowa    | –             | –             | –            | –             | 20           |
| Kazachstan            |               |               |              |               |              |
| Dajana Piecha         | 7             | 8             | –            | –             | –            |
| Walentina Sdierżykowa | –             | 3             | –            | –             | –            |
| Alina Tuchtajewa      | –             | –             | –            | –             | 11           |
| Łotwa                 |               |               |              |               |              |
| Šarlote Šķēle         | –             | –             | 7            | 9             | 9            |
| Norwegia              |               |               |              |               |              |
| Frida Berger          | –             | –             | –            | –             | 14           |
| Heidi Dyhre Traaserud | –             | –             | –            | –             | 17           |
| Polska                |               |               |              |               |              |
| Paulina Cieślar       | 4             | 5             | 5            | 5             | 3            |
| Katarzyna Harsche     | –             | –             | –            | 10            | 8            |
| Kamila Karpiel        | 1             | 1             | 1            | 1             | 1            |
| Wiktoria Kiersnowska  | –             | –             | 19           | 20            | –            |
| Natalia Kobiela       | 10            | 11            | 17           | 18            | –            |
| Nicole Konderla       | –             | –             | 16           | 17            | –            |
| Sabina Król           | 9             | 10            | 15           | 16            | –            |
| Róża Pawlikowska      | 8             | 9             | 11           | 12            | –            |
| Kinga Rajda           | –             | –             | 3            | 3             | 7            |
| Anna Twardosz         | –             | –             | 2            | 3             | 2            |
| Rumunia               |               |               |              |               |              |
| Daria Chindriș        | 6             | 7             | 13           | 13            | 10           |
| Delia Folea           | –             | –             | 18           | 19            | 21           |
| Carina Militaru       | 5             | 6             | 4            | 6             | 6            |
| Alexandra Teleanu     | –             | –             | 20           | –             | –            |
| Diana Trâmbițaș       | 2             | 2             | 8            | 7             | 5            |
| Słowacja              |               |               |              |               |              |
| Nina Bezúchová        | –             | –             | 14           | 15            | 19           |
| Viktoria Šidlova      | –             | –             | 9            | 14            | 15           |
| Ukraina               |               |               |              |               |              |
| Chrystyna Droniak     | –             | –             | –            | –             | 13           |
| Witalina Herasymjuk   | –             | –             | –            | –             | 12           |
| Tetiana Pyłypczuk     | –             | –             | –            | –             | 18           |
| Lilija Romaniuk       | –             | –             | –            | –             | 16           |
| Węgry                 |               |               |              |               |              |
| Virág Vörös           | 3             | 4             | –            | –             | –            |

## Klasyfikacja generalna
Zestawienie zostało sporządzone na podstawie źródła:
| Miejsce | Zawodnik              | Występy | Punkty |
| ------- | --------------------- | ------- | ------ |
| 1.      | Kamila Karpiel        | 5       | 500    |
| 2.      | Diana Trâmbițaș       | 5       | 273    |
| 3.      | Paulina Cieślar       | 5       | 245    |
| 4.      | Anna Twardosz         | 3       | 220    |
| 5.      | Carina Militaru       | 5       | 215    |
| 6.      | Kinga Rajda           | 3       | 170    |
| 7.      | Štěpánka Ptáčková     | 3       | 156    |
| 8.      | Daria Chindriș        | 5       | 142    |
| 9.      | Virág Vörös           | 2       | 110    |
| 10.     | Róża Pawlikowska      | 4       | 107    |
| 11.     | Šarlote Šķēle         | 3       | 94     |
| 12.     | Sabina Król           | 4       | 86     |
| 13.     | Natalia Kobiela       | 4       | 77     |
| 14.     | Dajana Piecha         | 2       | 68     |
| 15.     | Viktoria Šidlova      | 3       | 63     |
| 16.     | Walentina Sdierżykowa | 1       | 60     |
| 17.     | Klára Ulrichová       | 2       | 58     |
| 17.     | Katarzyna Harsche     | 2       | 58     |
| 19.     | Veronika Jenčová      | 2       | 46     |
| 19.     | Nina Bezúchová        | 3       | 46     |
| 21.     | Delia Folea           | 3       | 35     |
| 22.     | Nicole Konderla       | 2       | 29     |
| 23.     | Alina Tuchtajewa      | 1       | 24     |
| 24.     | Wiktoria Kiersnowska  | 2       | 23     |
| 25.     | Witalina Herasymjuk   | 1       | 22     |
| 26.     | Chrystyna Droniak     | 1       | 20     |
| 27.     | Frida Berger          | 1       | 18     |
| 28.     | Lilija Romaniuk       | 1       | 15     |
| 29.     | Heidi Dyhre Traaserud | 1       | 14     |
| 30.     | Tetiana Pyłypczuk     | 1       | 13     |
| 31.     | Esmeralda Gobozowa    | 1       | 11     |
| 31.     | Alexandru Teleanu     | 1       | 11     |

## Jury
Głównymi dyrektorami konkursów w ramach FIS Curpath Cup byli kolejno: Aljosa Dolhar w Planicy, Fabian Malik w Szczyrku oraz Paul Ganzenhuber w Râșnovie.
Sędzia technicznym podczas pierwszych dwóch konkursów był Jelko Gros, a obowiązki jego asystenta pełnił Samo Gostisa. W Szczyrku sędzią technicznym był Marek Cieślar, wspomagał go zaś Wojciech Skupień. Pieczę nad ostatnimi zawodami sprawował Florin Spulber, a jego pomocnikiem był Constantin Andrei.
W poniższej tabeli znajduje się zestawienie wszystkich sędziów, którzy oceniali styl skoków podczas konkursów FIS Carpath Cup w 2017 wraz z zajmowanymi przez nich miejscami na wieży sędziowskiej.
| Sędzia           | Kraj     | Stanowisko na wieży sędziowskiej | Stanowisko na wieży sędziowskiej | Stanowisko na wieży sędziowskiej | Stanowisko na wieży sędziowskiej | Stanowisko na wieży sędziowskiej | Stanowisko na wieży sędziowskiej |
| Sędzia           | Kraj     | Planica (12 sierpnia)            | Planica (13 sierpnia)            | Szczyrk (9 września)             | Szczyrk (10 września)            | Râșnov (20 września)             |                                  |
| ---------------- | -------- | -------------------------------- | -------------------------------- | -------------------------------- | -------------------------------- | -------------------------------- | -------------------------------- |
| Božidar Prevc    | Słowenia | A                                | E                                | –                                | –                                | –                                |                                  |
| Toni Justin      | Słowenia | B                                | D                                | –                                | –                                | –                                |                                  |
| Martin Vrhovnik  | Słowenia | C                                | C                                | –                                | –                                | –                                |                                  |
| Mojca Pikl       | Słowenia | D                                | B                                | –                                | –                                | –                                |                                  |
| Dušan Pečnik     | Słowenia | E                                | A                                | –                                | –                                | –                                |                                  |
| Józef Tajner     | Polska   | –                                | –                                | A                                | E                                | –                                |                                  |
| Janusz Malik     | Polska   | –                                | –                                | B                                | C                                | –                                |                                  |
| Krzysztof Nikiel | Polska   | –                                | –                                | C                                | A                                | –                                |                                  |
| Łukasz Porębski  | Polska   | –                                | –                                | D                                | D                                | –                                |                                  |
| Tomasz Galica    | Polska   | –                                | –                                | E                                | B                                | –                                |                                  |
| Ovidiu Axinte    | Rumunia  | –                                | –                                | –                                | –                                | A                                |                                  |
| Andrei Balazs    | Rumunia  | –                                | –                                | –                                | –                                | B                                |                                  |
| Sabin Corboș     | Rumunia  | –                                | –                                | –                                | –                                | C                                |                                  |
| Vali Cacina      | Rumunia  | –                                | –                                | –                                | –                                | D                                |                                  |
| Wilhelm Grosz    | Rumunia  | –                                | –                                | –                                | –                                | E                                |                                  |

## Podia

### Podium klasyfikacji łącznej
| Zawodniczka     | Planica | Planica | Planica | Planica | Planica | Planica | Szczyrk | Szczyrk | Szczyrk | Szczyrk | Szczyrk | Szczyrk | Râșnov | Râșnov | Râșnov | Nota łączna | Strata | Punkty | Strata do liderki |
| Zawodniczka     | Skok 1  | Skok 2  | Nota    | Skok 1  | Skok 2  | Nota    | Skok 1  | Skok 2  | Nota    | Skok 1  | Skok 2  | Nota    | Skok 1 | Skok 2 | Nota   | Nota łączna | Strata | Punkty | Strata do liderki |
| --------------- | ------- | ------- | ------- | ------- | ------- | ------- | ------- | ------- | ------- | ------- | ------- | ------- | ------ | ------ | ------ | ----------- | ------ | ------ | ----------------- |
| Kamila Karpiel  | 70,0 m  | 68,0 m  | 204,3   | 78,0 m  | 74,5 m  | 234,2   | 68,0 m  | 67,5 m  | 214,6   | 73,0 m  | 75,0 m  | 214,1   | 63,5 m | 63,5 m | 214,6  | 1081,8      | –      | 500    | –                 |
| Diana Trâmbițaș | 71,0 m  | 65,0 m  | 202,9   | 67,5 m  | 66,5 m  | 198,5   | 52,0 m  | 57,5 m  | 143,9   | 60,0 m  | 69,0 m  | 194,3   | 61,5 m | 60,0 m | 201,9  | 941,5       | 140,3  | 273    | 227               |
| Paulina Cieślar | 63,5 m  | 64,5 m  | 182,3   | 63,5 m  | 65,5 m  | 185,0   | 61,0 m  | 61,5 m  | 178,5   | 64,5 m  | 67,5 m  | 202,9   | 61,0 m | 60,5 m | 203,4  | 952,1       | 129,7  | 245    | 255               |

### Podia konkursów indywidualnych

#### Planica (12 sierpnia 2017)
Zestawienie zostało opracowane na podstawie źródła:
| Miejsce | Imię i nazwisko | Skok 1           | Skok 2          | Noty za styl                                                      | Nota łączna | Strata   |
| ------- | --------------- | ---------------- | --------------- | ----------------------------------------------------------------- | ----------- | -------- |
| 1.      | Kamila Karpiel  | 70,0 m 107,6 pkt | 68,0 m 96,7 pkt | 18,0 • 17,5 • 17,5 • 17,0 • 17,0 15,5 • 14,0 • 15,5 • 15,0 • 15,0 | 204,3 pkt   | –        |
| 2.      | Diana Trâmbițaș | 71,0 m 109,3 pkt | 65,0 m 93,6 pkt | 17,0 • 16,5 • 17,0 • 17,5 • 17,5 16,0 • 16,0 • 16,5 • 16,5 • 16,5 | 202,9 pkt   | 1,4 pkt  |
| 3.      | Virág Vörös     | 68,0 m 99,2 pkt  | 64,5 m 92,0 pkt | 16,0 • 16,0 • 16,0 • 16,0 • 15,5 16,5 • 16,0 • 16,5 • 15,5 • 16,0 | 191,2 pkt   | 13,1 pkt |

#### Planica (13 sierpnia 2017)
Zestawienie zostało opracowane na podstawie źródła:
| Miejsce | Imię i nazwisko       | Skok 1           | Skok 2             | Noty za styl                                                      | Nota łączna | Strata   |
| ------- | --------------------- | ---------------- | ------------------ | ----------------------------------------------------------------- | ----------- | -------- |
| 1.      | Kamila Karpiel        | 78,0 m 121,2 pkt | 74,5,0 m 113,0 pkt | 16,0 • 16,0 • 16.0 • 15,5 • 16,0 15,5 • 16,0 • 16,0 • 15,5 • 16,0 | 234,2 pkt   | –        |
| 2.      | Diana Trâmbițaș       | 67,5 m 100,1 pkt | 66,5 m 98,4 pkt    | 17,0 • 16,5 • 17,0 • 16,5 • 15,5 17,0 • 17,5 • 17,0 • 16,5 • 16,5 | 198,5 pkt   | 35,7 pkt |
| 3.      | Walentina Sdierżykowa | 61,5 m 85,9 pkt  | 72,0 m 110,5 pkt   | 16,5 • 16,0 • 16,5 • 16,0 • 16,5 17,0 • 17,5 • 17,0 • 16,5 • 16,5 | 196,4 pkt   | 37,8 pkt |

#### Szczyrk (9 września 2017)
Zestawienie zostało opracowane na podstawie źródła:
| Miejsce | Imię i nazwisko | Skok 1           | Skok 2           | Noty za styl                                                      | Nota łączna | Strata   |
| ------- | --------------- | ---------------- | ---------------- | ----------------------------------------------------------------- | ----------- | -------- |
| 1.      | Kamila Karpiel  | 68,0 m 108,1 pkt | 67,5 m 106,5 pkt | 17,5 • 18,0 • 17,5 • 17,0 • 17,5 17,5 • 17,5 • 17,5 • 17,0 • 17,0 | 214,6 pkt   | –        |
| 2.      | Anna Twardosz   | 66,0 m 101,7 pkt | 64,0 m 94,8 pkt  | 17,0 • 17,5 • 16,0 • 16,5 • 17,0 16,5 • 15,5 • 16,0 • 15,5 • 17,0 | 196,5 pkt   | 18,1 pkt |
| 3.      | Kinga Rajda     | 68,0 m 105,6 pkt | 58,5 m 81,6 pkt  | 16,5 • 17,0 • 16,5 • 16,5 • 17,0 16,0 • 16,0 • 16,0 • 15,5 • 16,0 | 187,2 pkt   | 27,4 pkt |

#### Szczyrk (10 września 2017)
Zestawienie zostało opracowane na podstawie źródła:
| Miejsce | Imię i nazwisko           | Skok 1                            | Skok 2                            | Noty za styl | Nota łączna | Strata  |
| ------- | ------------------------- | --------------------------------- | --------------------------------- | --- | ----------- | ------- |
| 1.      | Kamila Karpiel            | 73,0 m 115,1 pkt                  | 75,0 m 99,0 pkt                   | 16,0 • 16,0 • 16,0 • 16,5 • 16,5 9,5 • 9,0 • 10,0 • 9,5 • 9,0                                                                       | 214,1 pkt   | –       |
| 2.      | Štěpánka Ptáčková         | 66,0 m 101,7 pkt                  | 67,5 m 104,0 pkt                  | 17,0 • 17,5 • 16,0 • 16,5 • 17,0 16,5 • 15,5 • 16,0 • 15,5 • 17,0                                                                   | 205,7 pkt   | 8,4 pkt |
| 3.      | Kinga Rajda Anna Twardosz | 67,0 m 104,4 pkt 65,5 m 101,1 pkt | 65,5 m 100,6 pkt 67,0 m 103,9 pkt | 17,0 • 17,0 • 17,0 • 17,0 • 17,5 16,5 • 17,0 • 17,0 • 16,5 • 17,0 17,0 • 17,0 • 17,0 • 16,5 • 17,0 16,5 • 17,0 • 17,0 • 16,5 • 17,0 | 205,0 pkt   | 9,1 pkt |

#### Râșnov (20 września 2017)
Zestawienie zostało opracowane na podstawie źródła:
| Miejsce | Imię i nazwisko | Skok 1           | Skok 2           | Noty za styl                                                      | Nota łączna | Strata   |
| ------- | --------------- | ---------------- | ---------------- | ----------------------------------------------------------------- | ----------- | -------- |
| 1.      | Kamila Karpiel  | 63,5 m 110,3 pkt | 63,5 m 104,3 pkt | 17,5 • 18,0 • 17,0 • 16,5 • 17,0 15,5 • 15,5 • 15,0 • 15,0 • 15,0 | 214,6 pkt   | –        |
| 2.      | Anna Twardosz   | 64,5 m 109,7 pkt | 60,5 m 99,1 pkt  | 16,0 • 16,0 • 16,5 • 16,0 • 17,0 15,5 • 16,5 • 15,5 • 16,0 • 16,0 | 208,8 pkt   | 5,8 pkt  |
| 3.      | Kinga Rajda     | 61,0 m 102,3 pkt | 60,5 m 101,1 pkt | 16,5 • 17,5 • 16,5 • 16,5 • 16,5 16,5 • 17,0 • 16,5 • 16,5 • 16,0 | 203,4 pkt   | 11,2 pkt |

## Przebieg zawodów

### Planica

#### Pierwszy konkurs
Pierwszy z konkursów przeprowadzony w ramach FIS Carpath Cup 2017/2018 odbył się na obiekcie średnim w Planicy. Wystartowało w nim dziesięć zawodniczek. W pierwszej serii żadnej z uczestniczek nie udało się uzyskać odległości równej co najmniej punktowi konstrukcyjnemu, umieszczonemu na 72. metrze. Najdalej skoczyła Diana Trâmbițaș (71,0 m). Odległość krótszą o metr, przy nieco słabszych notach za styl niż Rumunka, uzyskała Kamila Karpiel, natomiast Virág Vörös wywalczyła trzecie miejsce z wynikiem 68 m. Analogicznie przedstawiała się klasyfikacja trzech najlepszych zawodniczek po pierwszej serii.
W serii finałowej po raz kolejny żadna skoczkini nie osiągnęła odległość powyżej punktu konstrukcyjnego. Najdalej w drugiej serii lądowała Kamila Karpiel, która uzyskała 68 m, uzyskując przy tym słabsze noty za styl w porównaniu z pierwszą serią. Jednak ten rezultat wystarczył, aby zdobyć minimalną przewagę nad Trâmbițaș, która skoczyła 65 m, i zająć pierwsze miejsce w zawodach. Trzecią odległość (64,5 m) uzyskały Vörös i Paulina Cieślar, mimo to Węgierka dzięki swojej przewadze punktowej obroniła trzecią lokatę.

#### Wyniki zawodów
| 1.  | Kamila Karpiel   | Polska     | 70,0 | 107,6 | 68,0 | 96,7 | 204,3 |
| 2.  | Diana Trâmbițaș  | Rumunia    | 71,0 | 109,3 | 65,0 | 93,6 | 202,9 |
| 3.  | Virág Vörös      | Węgry      | 68,0 | 99,2  | 64,5 | 92,0 | 191,2 |
| 4.  | Paulina Cieślar  | Polska     | 63,5 | 89,8  | 64,5 | 92,5 | 182,3 |
| 5.  | Karina Militaru  | Rumunia    | 63,5 | 89,8  | 64,0 | 90,4 | 180,2 |
| 6.  | Daria Chindris   | Rumunia    | 53,0 | 62,7  | 54,5 | 67,0 | 129,7 |
| 7.  | Dajana Piecha    | Kazachstan | 54,0 | 63,9  | 53,0 | 64,2 | 128,1 |
| 8.  | Róża Pawlikowska | Polska     | 51,0 | 55,3  | 50,0 | 53,6 | 108,9 |
| 9.  | Sabina Król      | Polska     | 39,0 | 40,5  | 40,0 | 40,5 | 81,0  |
| 10. | Natalia Kobiela  | Polska     | 38,0 | 39,0  | 38,5 | 40,0 | 79,0  |

#### Drugi konkurs
W drugim indywidualnym konkursie w Planicy wzięło udział jedenaście skoczkiń. W pierwszej serii jednej zawodniczce udało się uzyskać odległość większą od punktu konstrukcyjnego. Najdalej skoczyła Kamila Karpiel, która uzyskał 78 metrów. Diana Trâmbițaș i Virág Vörös osiągnęły drugą odległość pierwszej serii (67,5 m), jednak Rumunka, dzięki lepszym notom, wypracowała przewagę 2,1 punktu nad Węgierką.
W serii finałowej Kamila Karpiel ponownie skoczyła najdalej, tym razem jej odległość wyniosła 74,5 metra. Drugą zawodniczką, której udało się osiągnąć punkt konstrukcyjny, była Walentina Sdierżykowa (72 m). Pozwoliło to jej awansować z szóstej na trzecią pozycję, wyprzedzając piątą po pierwszej serii Paulinę Cieślar, czwartą Karinę Militaru i trzecią Virág Vörös. Trzecią odległością mogła pochwalić się Diana Trâmbițaș, co pozwoliło jej utrzymać drugie miejsce. Kamila Karpiel wypracowała przewagę 35,7 punktu nad Trâmbițaș i 37,8 punktu nad Sdierżykową.

#### Wyniki zawodów
| 1.  | Kamila Karpiel        | Polska     | 78,0 | 121,2 | 74,5 | 113,0 | 234,2 |
| 2.  | Diana Trâmbițaș       | Rumunia    | 67,5 | 100,1 | 66,5 | 98,4  | 198,5 |
| 3.  | Walentina Sdierżykowa | Kazachstan | 61,5 | 85,9  | 72,0 | 110,5 | 196,4 |
| 4.  | Virág Vörös           | Węgry      | 67,5 | 98,6  | 66,0 | 96,3  | 194,9 |
| 5.  | Paulina Cieślar       | Polska     | 63,5 | 89,8  | 65,5 | 95,2  | 185,0 |
| 6.  | Karina Militaru       | Rumunia    | 66,0 | 95,3  | 61,0 | 83,8  | 179,1 |
| 7.  | Daria Chindris        | Rumunia    | 50,0 | 53,6  | 57,0 | 73,5  | 127,1 |
| 8.  | Dajana Piecha         | Kazachstan | 51,0 | 59,3  | 52,0 | 62,5  | 121,8 |
| 9.  | Róża Pawlikowska      | Polska     | 50,0 | 53,6  | 51,0 | 57,3  | 110,9 |
| 10. | Sabina Król           | Polska     | 43,0 | 40,0  | 43,5 | 40,5  | 80,5  |
| 11. | Natalia Kobiela       | Polska     | 36,5 | 39,5  | 39,5 | 40,0  | 79,5  |

### Szczyrk

#### Pierwszy konkurs
Trzeci konkurs indywidualny Pucharu Karpat odbył się na średniej skoczni narciarskiej Skalite w Szczyrku. Oba konkursy z 9 i 10 września rozegrane zostały w przy okazji letniej edycji Narodowego Programu Rozwoju Skoków Narciarskich „Szukamy Następców Mistrza” – LOTOS Cup w skokach narciarskich i kombinacji norweskiej. W pierwszej serii konkursowej żadnej zawodniczce nie udało się osiągnąć odległość powyżej punktu konstrukcyjnego, umieszczonego na 70 metrze. Najbliżej osiągnięcia tej odległości były Kamila Karpiel i Kinga Rajda, które skoczyły 68 metrów. Sędziowie przyznali lepsze oceny pierwszej z nich. Granicę 60 metrów uzyskały również Anna Twardosz (66 m), Carina Militaru (66,5 m) oraz Paulina Cieślar (61 m).
W serii finałowej uczestniczki ponownie nie pokonały linii punktu konstrukcyjnego skoczni. Kamila Karpiel uzyskała rezultat o pół metra gorszy niż w pierwszym skoku, lecz pozwoliło jej to wywalczyć trzecie zwycięstwo w cyklu. Na drugim miejscu w zawodach uplasowała się Anna Twardosz (64 m), która awansowała w klasyfikacji o jedną pozycję po słabszym skoku Rajdy (58 m). Przewaga punktowa z pierwszej serii wystarczyła Rajdzie, aby wyprzedzić Militaru o 0,3 punktu i stanąć na trzecim stopniu podium.

#### Wyniki zawodów
| 1.  | Kamila Karpiel       | Polska   | 68,0 | 108,1 | 67,5 | 106,5 | 214,6 |
| 2.  | Anna Twardosz        | Polska   | 66,0 | 101,7 | 64,0 | 94,8  | 196,5 |
| 3.  | Kinga Rajda          | Polska   | 68,0 | 105,6 | 58,0 | 81,6  | 187,2 |
| 4.  | Carina Militaru      | Rumunia  | 66,5 | 101,3 | 60,5 | 85,6  | 186,9 |
| 5.  | Paulina Cieślar      | Polska   | 61,0 | 89,2  | 61,5 | 89,3  | 178,5 |
| 6.  | Štěpánka Ptáčková    | Czechy   | 59,0 | 81,3  | 61,0 | 86,7  | 168,0 |
| 7.  | Šarlote Šķēle        | Łotwa    | 59,5 | 82,4  | 54,5 | 69,9  | 152,3 |
| 8.  | Diana Trâmbițaș      | Rumunia  | 52,0 | 64,4  | 57,5 | 79,5  | 143,9 |
| 9.  | Viktoria Šidlova     | Słowacja | 59,0 | 82,3  | 50,0 | 61,0  | 143,3 |
| 10. | Klára Ulrichová      | Czechy   | 52,0 | 64,4  | 56,0 | 74,2  | 138,6 |
| 11. | Róża Pawlikowska     | Polska   | 50,5 | 59,1  | 53,5 | 66,7  | 125,8 |
| 12. | Veronika Jenčová     | Czechy   | 53,0 | 65,6  | 51,0 | 59,2  | 124,8 |
| 13. | Daria Chindriș       | Rumunia  | 49,5 | 57,4  | 46,5 | 49,3  | 106,7 |
| 14. | Nina Bezúchová       | Słowacja | 46,0 | 48,7  | 45,5 | 46,6  | 95,3  |
| 15. | Sabina Król          | Polska   | 43,5 | 41,7  | 44,0 | 43,3  | 85,0  |
| 16. | Nicole Konderla      | Polska   | 42,0 | 37,9  | 43,5 | 42,2  | 80,1  |
| 17. | Natalia Kobiela      | Polska   | 41,5 | 36,8  | 40,0 | 33,0  | 69,8  |
| 18. | Delia Folea          | Rumunia  | 38,0 | 29,1  | 38,5 | 29,7  | 58,8  |
| 19. | Wiktoria Kiersnowska | Polska   | 37,5 | 26,5  | 35,0 | 21,0  | 47,5  |
| 20. | Alexandru Teleanu    | Rumunia  | 36,0 | 21,7  | 35,0 | 21,0  | 42,7  |

#### Drugi konkurs
W drugim dniu zawodów w Szczyrku jedna zawodniczka – Kamila Karpiel przekroczyła punkt konstrukcyjny w pierwszej serii konkursowej, uzyskując 73 metry. Drugą odległość serii uzyskała Kinga Rajda (67 m), a trzecią Carina Militaru (66,5 m). Jednak Militaru zajmowała 4. pozycję, ponieważ Štěpánka Ptáčková (66 m) miała lepszą notę o 0,3 punktu. Tuż za Rumunką uplasowała się Anna Twardosz (65,5 m), która traciła do niej 0,2 punktu.
W finałowej rywalizacji Kamila Karpiel upadła po skoku na odległość 75 m. Uzyskawszy czystą próbę, pobiłaby o 1 metr letni rekord skoczni kobiet należącym do Anny Twardosz. Wysoka ocena z pierwszej próby pozwoliła zachować polskiej zawodniczce najwyższą pozycję. Wyprzedziła o 8,7 punktu Štěpánkę Ptáčkovą (67,5 m), natomiast Kingę Rajdę (65,5 m) i Annę Twardosz (67 m), które ostatecznie zajęły ex aequo trzecią lokatę, 9,1 punktu.

#### Wyniki zawodów
| 1.  | Kamila Karpiel       | Polska   | 73,0 | 115,1 | 75,0 | 99,0  | 214,1 |
| 2.  | Štěpánka Ptáčková    | Czechy   | 66,0 | 101,7 | 67,5 | 104,0 | 205,7 |
| 3.  | Kinga Rajda          | Polska   | 67,0 | 104,4 | 65,5 | 100,6 | 205,0 |
| 3.  | Anna Twardosz        | Polska   | 65,5 | 101,1 | 67,0 | 103,9 | 205,0 |
| 5.  | Paulina Cieślar      | Polska   | 64,5 | 97,9  | 67,5 | 105,0 | 202,9 |
| 6.  | Carina Militaru      | Rumunia  | 66,5 | 101,3 | 64,5 | 96,4  | 197,7 |
| 7.  | Diana Trâmbițaș      | Rumunia  | 60,0 | 86,0  | 69,0 | 108,3 | 194,3 |
| 8.  | Klára Ulrichová      | Czechy   | 59,0 | 83,3  | 64,5 | 96,9  | 180,2 |
| 9.  | Šarlote Šķēle        | Łotwa    | 58,0 | 80,6  | 62,5 | 91,5  | 172,1 |
| 10. | Katarzyna Harsche    | Polska   | 54,5 | 71,9  | 62,0 | 88,9  | 160,8 |
| 11. | Veronika Jenčová     | Czechy   | 59,0 | 82,3  | 56,0 | 74,2  | 156,5 |
| 12. | Róża Pawlikowska     | Polska   | 55,5 | 73,1  | 58,5 | 79,7  | 152,8 |
| 13. | Daria Chindriș       | Rumunia  | 53,0 | 67,6  | 60,0 | 83,0  | 150,6 |
| 14. | Viktoria Šidlova     | Słowacja | 55,0 | 73,0  | 55,5 | 73,1  | 146,1 |
| 15. | Nina Bezúchová       | Słowacja | 49,5 | 57,4  | 55,0 | 70,5  | 127,9 |
| 16. | Sabina Król          | Polska   | 47,5 | 52,5  | 48,5 | 54,7  | 107,2 |
| 17. | Nicole Konderla      | Polska   | 46,5 | 50,3  | 47,5 | 52,5  | 102,8 |
| 18. | Natalia Kobiela      | Polska   | 44,0 | 43,3  | 44,0 | 43,3  | 86,6  |
| 19. | Delia Folea          | Polska   | 41,0 | 36,7  | 40,5 | 34,6  | 71,3  |
| 20. | Wiktoria Kiersnowska | Polska   | 39,5 | 31,9  | 36,5 | 23,8  | 55,7  |

### Râșnov
Ostatni konkurs Pucharu Karpat w sezonie 2017/2018 przeprowadzono 20 września na skoczni Trambulina Valea Cărbunării w Râșnovie, gdzie do rywalizacji stawiło się 21 skoczkiń. W pierwszej serii jednej zawodniczce udało się uzyskać odległość powyżej punktu konstrukcyjnego, umieszczonego na 64 metrze. Najdalej w pierwszej serii skoczyła Anna Twardosz (64,5 m), za co otrzymała łączną notę 109,7. Mimo to pierwsze miejsce zajęła Kamila Karpiel, która za odległość 63,5 m, uzyskała notę lepszą od rywalki o 0,6 punktu. Trzecia miejsce wywalczyła Kinga Rajda za skok na 61,5 m, tracąc do liderki 7,3 punktu. Notę łączną powyżej 100 punktów uzyskały jeszcze trzy zawodniczki: Paulina Cieślar (102,3), Diana Trâmbițaș (102) oraz Štěpánka Ptáčková (100,1).
W drugiej serii sześć skoczkiń zdołało pokonać granicę 60 m, ale żadna z nich nie osiągnęła 64 m. Najbliżej tego osiągnięcia był Karpiel, która podobnie jak kilkadziesiąt minut wcześniej, skoczyła 63,5 metra. Pierwszą, która przekroczyła 61 metrów, była skacząca jako szesnasta Karina Militaru (61,5 m). Dzięki temu skokowi awansowała z siódmej na szóstą lokatę w klasyfikacji końcowej konkursu na skoczni Trambulină Valea Cărbunării. Odległościowo nieco gorszy rezultat uzyskała, plasująca się na piątym miejscu Diana Trâmbițaș (60 m). Taki sam skok oddała Kinga Rajda, w wyniku czego została zepchnięta przez Paulinę Cieślar (60,5 m) na czwarte miejsce. Anna Twardosz również oddała skok na 60,5 m, jednak był to zbyt słaby rezultat, aby pokonać Kamilę Karpiel (63,5 m). Karpiel wygrała konkurs z przewagą 5,8 punktu nad Twardosz i 11,2 punktu nad Cieślar.
Zawodniczki w pierwszej i drugiej serii skakały z siedemnastej belki startowej.

#### Wyniki zawodów
| 1.  | Kamila Karpiel      | Polska     | 63,5 | 110,3 | 63,5 | 104,3 | 214,6 |
| 2.  | Anna Twardosz       | Polska     | 64,5 | 109,7 | 60,5 | 99,1  | 208,8 |
| 3.  | Paulina Cieślar     | Polska     | 61,0 | 102,3 | 60,5 | 101,1 | 203,4 |
| 4.  | Kinga Rajda         | Polska     | 61,5 | 103,0 | 60,0 | 99,9  | 202,9 |
| 5.  | Diana Trâmbițaș     | Rumania    | 61,5 | 102,0 | 60,0 | 99,9  | 201,9 |
| 6.  | Carina Militaru     | Rumunia    | 60,0 | 96,9  | 61,5 | 99,5  | 196,4 |
| 7.  | Štěpánka Ptáčková   | Czechy     | 60,5 | 100,1 | 57,5 | 92,4  | 192,5 |
| 8.  | Katarzyna Harsche   | Kazachstan | 57,0 | 91,2  | 55,5 | 87,6  | 178,8 |
| 9.  | Šarlote Šķēle       | Łotwa      | 55,5 | 87,1  | 55,0 | 86,4  | 173,5 |
| 10. | Daria Chindriș      | Rumunia    | 56,0 | 86,8  | 55,5 | 84,6  | 171,4 |
| 11. | Alina Tuchtajewa    | Kazachstan | 53,5 | 80,3  | 51,5 | 74,0  | 154,3 |
| 12. | Witalina Herasymjuk | Ukraina    | 53,0 | 77,6  | 51,0 | 72,3  | 149,9 |
| 13. | Chrystyna Droniak   | Ukraina    | 51,0 | 74,8  | 50,0 | 72,9  | 147,7 |
| 14. | Frida Berger        | Norwegia   | 50,5 | 70,1  | 50,5 | 70,6  | 140,7 |
| 15. | Viktoria Šidlova    | Słowacja   | 48,0 | 65,1  | 50,5 | 73,1  | 138,2 |
| 16. | Lilija Romaniuk     | Ukraina    | 49,0 | 66,0  | 48,0 | 63,6  | 129,6 |
| 17. | Heidi Traaserud     | Norwegia   | 47,0 | 61,2  | 44,0 | 53,0  | 114,2 |
| 18. | Tetiana Pyłypczuk   | Ukraina    | 45,0 | 55,9  | 42,5 | 50,9  | 106,8 |
| 19. | Nina Bezúchová      | Słowacja   | 47,0 | 59,7  | 41,5 | 46,0  | 105,7 |
| 20. | Esmeralda Gobozowa  | Gruzja     | 43,5 | 50,8  | 42,0 | 47,7  | 98,5  |
| 21. | Delia Folea         | Rumunia    | 37,0 | 34,7  | 41,0 | 45,3  | 80,0  |